# مجتمع الوثنيين النروجيين

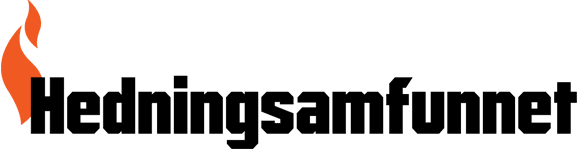

مجتمع الوثنيين النروجيين أو مجتمع اللادينيين النروجيين (بالإنجليزية: Norwegian Heathen Society)‏ أو «مجتمع الكفار» (إشارة: الكفار هو الاسم الذي ينعت به غير المسلمون في الإسلام على غرار المصطلح الإنجليزي التي اختير في نفس السياق حيث تستعمله الكنيسة لنعت غير المسيحيين ويعني حرفيا الوثني أو الهمجي) هي جمعية غير حزبية لا دينية ومعارضة للدين نرويجية، أسست سنة 1974، هدفها الأساسي مواجهة تأثير الأديان وخاصة المسيحية ممثلة أساسا في كنيسة النرويج.
تعتبر الجمعية نفسها حركة تحرر إنسانية مناهضة للأديان، وتدعو لحرية التدين وإن لزم الأمر، للحرية من الأديان وتعارض التأثير المتزايد للمسيحية والإسلام في النرويج.
من وقت لآخر تتحدى الجمعية ما يسمى ب «فقرة الازدراء» في الفصل 142 من قانون العقوبات النرويجي، الذي تنص على معاقبة «كل من يهين علنا أو يزدرء بطريقة هجومية المعتقدات الدينية، أو مذاهب، أوعبادات أي طائفة دينية متواجدة بصورة قانونية [في النرويج]». في سنة 1982، أنتجت الجمعية الرسوم المتحركة يسوع كريستوس وشركاه، والتي تصور المسيح، الذي أثارت جدلا كبيرا، وتوبعت قضائيا من قبل الفرع النسوي للحزب الديمقراطي المسيحي النرويجي، ولكنها القضية أسقِطت بعد ذلك. وكانت إحدى حركاتها الأخرى الطلب الناجح للدعوة من أعلى أسطح المنازل «الله غير موجود»، بعد منح مجلس مدينة أوسلو الموافقة لمسجد في بث الآذان.تساند الجمعية أيضا الفصل بين الدين والدولة.في إطار أهدافها، بدأت الجمعية بالسير قدما نحو العالمية، بضم أعضاء من كل بقاع العالم، خصوصا شمال إفريقيا والشرق الأوسط -إحدى المناطق الأكثر تضررا من النفوذ الديني المستفحل وتقييد حرية الفكر والعقيدة- وأبرزهم عماد الدين حبيب وماجدة علياء المهدي.

## الأهداف
«يعتبر المجتمع الكافر الإنسان هدفه الأسمى، والتآزر والعمل الجماعيين غاية المجتمع البشري. نحن نساند التحرر من كل الأديان الشمولية والمعتقدات التي تحقر وتفرق البشر، والتي تقيم البشرية وفقا لعلاقة الإنسان بالألوهية، والتي تستعمل التنميط والدغمائية لكبت المزيد من الأفكار والعواطف البشرية. نحن نشجع ونساند حرية التدين ولكننا نعارض كل تمييز على أساس ديني، ونعارض بالخصوص كنيسة النرويج وغيرها من المؤسسات الدينية.» 